# Achille Bordoli
Achille Bordoli (Como, 7 luglio 1903 – Como, 4 giugno 1990) è stato un calciatore italiano, di ruolo attaccante.

## Caratteristiche tecniche
Poteva ricoprire tutti i ruoli dell'attacco, avendo giocato come ala, mezzala e centravanti.

## Carriera
Debutta con l'Esperia, con cui esordisce nel campionato di Prima Categoria 1921-1922 e partecipa al campionato di Prima Divisione 1922-1923, l'ultimo disputato nella massima serie dai comaschi. Colleziona 18 presenze e una rete, realizzata nella sconfitta interna per 4-1 contro il Milan.
Nel 1923, posto in lista di trasferimento, si trasferisce al Piacenza, militante in Seconda Divisione, e qui viene schierato come centravanti titolare componendo il trio d'attacco con Umberto Montanari e Mariano Tansini. A fine stagione totalizza 6 reti in 13 presenze; fa quindi ritorno all'Esperia, dove rimane fino al 1926, anno della fusione con il Como e della nascita della Comense.
Confermato nelle file della neonata squadra, disputa una sola partita nel campionato di Prima Divisione 1926-1927.